# 49. ceremonia wręczenia nagród Brytyjskiej Akademii Filmowej
49. ceremonia rozdania nagród Brytyjskiej Akademii Sztuk Filmowych i Telewizyjnych miała miejsce 23 kwietnia 1996 roku. Najwięcej statuetek (po 3) otrzymały filmy Braveheart. Waleczne serce, Listonosz, Rozważna i romantyczna i Szaleństwo króla Jerzego.

## Nominacje
Laureaci oznaczeni są wytłuszczeniem

### Najlepszy film
- Lindsay Doran, Ang Lee – Rozważna i romantyczna
- George Miller, Doug Mitchell, Bill Miller, Chris Noonan – Babe – świnka z klasą
- Bryan Singer, Michael McDonnell – Podejrzani
- Stephen Evans, David Parfitt, Nicholas Hytner – Szaleństwo króla Jerzego

### Najlepszy film zagraniczny
- Mario Cecchi Gori, Vittorio Cecchi Gori, Gaetano Daniele, Michael Radford – Listonosz
- Pierre Grunstein, Patrice Chéreau – Królowa Margot
- Claude Lelouch – Nędznicy
- Nikita Michałkow, Michel Seydoux – Spaleni słońcem

### Najlepszy aktor
- Nigel Hawthorne − Szaleństwo króla Jerzego
- Nicolas Cage − Zostawić Las Vegas
- Jonathan Pryce − Carrington
- Massimo Trossi − Listonosz

### Najlepsza aktorka
- Emma Thompson − Rozważna i romantyczna
- Nicole Kidman − Za wszelką cenę
- Helen Mirren − Szaleństwo króla Jerzego
- Elisabeth Shue − Zostawić Las Vegas

### Najlepszy aktor drugoplanowy
- Tim Roth − Rob Roy
- Ian Holm − Szaleństwo króla Jerzego
- Martin Landau − Ed Wood
- Alan Rickman − Rozważna i romantyczna

### Najlepsza aktorka drugoplanowa
- Kate Winslet − Rozważna i romantyczna
- Joan Allen − Nixon
- Mira Sorvino − Jej wysokość Afrodyta
- Elizabeth Spriggs − Rozważna i romantyczna

### Najlepszy scenariusz oryginalny
- Christopher McQuarrie − Podejrzani
- Andrew Kevin Walker − Siedem
- Woody Allen, Douglas McGrath − Strzały na Broadwayu
- P.J. Hogan − Wesele Muriel

### Najlepszy scenariusz adaptowany
- John Hodge − Trainspotting
- George Miller, Chris Noonan − Babe – świnka z klasą
- Anna Pavignano, Michael Radford, Furio Scarpelli, Giacomo Scarpelli, Massimo Troisi − Listonosz
- Emma Thompson − Rozważna i romantyczna
- Alan Bennett − Szaleństwo króla Jerzego
- Mike Figgis − Zostawić Las Vegas

### Najlepsze zdjęcia
- John Toll − Braveheart. Waleczne serce
- Dean Cundey − Apollo 13
- Michael Coulter − Rozważna i romantyczna
- Andrew Dunn − Szaleństwo króla Jerzego

### Najlepsze kostiumy
- Charles Knode − Braveheart. Waleczne serce
- James Acheson − Czas przemian
- Jenny Beavan, John Bright − Rozważna i romantyczna
- Mark Thompson − Szaleństwo króla Jerzego

### Najlepszy dźwięk
- Per Hallberg, Lon Bender, Brian Simmons, Andy Nelson, Scott Millan, Anna Behlmer − Braveheart. Waleczne serce
- David MacMillan, Rick Dior, Scott Millan, Steve Pederson − Apollo 13
- Jim Shields, David John, Graham V. Hartstone, John Hayward, Michael A. Carter − GoldenEye
- Christopher Ackland, David Crozier, Robin O’Donoghue − Szaleństwo króla Jerzego

### Najlepszy montaż
- John Ottman − Podejrzani
- Mike Hill, Daniel P. Hanley − Apollo 13
- Marcus D’Arcy, Jay Friedkin − Babe – świnka z klasą
- Tariq Anwar − Szaleństwo króla Jerzego

### Najlepsze efekty specjalne
- Robert Legato, Michael Kanfer, Matt Sweeney, Leslie Ekker – Apollo 13
- Scott E. Anderson, Neal Scanlan, John Cox, Chris Chitty, Charles Gibson − Babe – świnka z klasą
- Chris Corbould, Derek Meddings, Brian Smithies − GoldenEye
- Michael J. McAlister, Brad Kuehn, Robert Spurlock, Martin Bresin − Wodny świat

### Najlepsza charakteryzacja i fryzury
- Lisa Westcott − Szaleństwo króla Jerzego
- Peter Frampton, Paul Pattison, Lois Burwell − Braveheart. Waleczne serce
- Ve Neill, Rick Baker, Yolanda Toussieng − Ed Wood
- Morag Ross, Jan Archibald − Rozważna i romantyczna

### Najlepsza scenografia
- Michael Corenblith − Apollo 13
- Thomas E. Sanders − Braveheart. Waleczne serce
- Luciana Arrighi − Rozważna i romantyczna
- Ken Adam − Szaleństwo króla Jerzego

### Najlepszy brytyjski film - Nagroda im. Alexandra Kordy
- Stephen Evans, David Parfitt, Nicholas Hytner – Szaleństwo króla Jerzego
- Ronald Shedlo, John McGrath, Christopher Hampton – Carrington
- Andrew Macdonald, Danny Boyle – Trainspotting
- Rebecca O’Brien, Ken Loach – Ziemia i wolność

### Najlepszy reżyser - Nagroda im. Davida Leana
- Michael Radford − Listonosz
- Mel Gibson − Braveheart. Waleczne serce
- Nicholas Hytner − Szaleństwo króla Jerzego
- Ang Lee − Rozważna i romantyczna

### Najlepsza muzyka - Nagroda im. Anthony’ego Asquita
- Luis Bacalov − Listonosz
- Patrick Doyle − Rozważna i romantyczna
- George Fenton − Szaleństwo króla Jerzego
- James Horner − Braveheart. Waleczne serce

## Podsumowanie
Laureaci

Nagroda / Nominacja
- 3 / 5 – Listonosz
- 3 / 7 – Braveheart. Waleczne serce
- 3 / 12 – Rozważna i romantyczna
- 3 / 14 – Szaleństwo króla Jerzego
- 2 / 3 – Podejrzani
- 2 / 5 – Apollo 13
- 1 / 2 – Trainspotting

Przegrani
- 0 / 2 – Ed Wood
- 0 / 2 – GoldenEye
- 0 / 2 – Carrington
- 0 / 3 – Zostawić Las Vegas
- 0 / 4 – Babe – świnka z klasą